# مدیریت صفی
مدیریت صفی (انگلیسی: Line management)به مدیریت کارکنانی که مستقیماً در تولید یا پخش کالا، خدمات، یا فراورده‌ها درگیر هستند گفته می‌شود. به عنوان رابط بین سازمان و کارکنان آن، مدیران صفی نمایندهٔ پایین‌ترین سطح مدیران در سلسله‌مراتب سازمانی هستند که آن‌ها را از مدیریت ارشد و مدیریت میانی متمایز می‌کند.
یک مدیر صف کارمندی است که مستقیماً دیگر کارمندان و عملیات‌ها را مدیریت می‌کند و به مدیران رده‌بالاتر پاسخگو است. بسته به نوع حرفه ممکن است از عباراتی چون «سوپروایزر»، «رهبر گروه»، «تیم‌لیدر»، «متصدی»، «مباشر»، یا «سرکارگر» برای اشاره به مدیران صف استفاده شود.

## مسئولیت‌ها
مسئولیت‌های مدیران صف شامل به‌کار بستن و فعال‌سازی سیاست‌ها و عرف سازمان در خصوص کارکنان و در هماهنگی با اهداف و ارزش‌های اصلی آن سازمان است. فعالیت‌های اصلی آن‌ها در رابطه با کارکنان شامل موارد زیر است:
- استخدام و گزینش
- آموزش، سرپرستی، و نظارت کارکنان
- مدیریت عملکرد و ارزیابی
- انگیزه‌بخشی
- تیم‌سازی

بسیاری از فعالیت‌های مدیران صف با فعالیت‌های مدیران ستادی و منابع انسانی همپوشانی دارد. امروزه مدیران منابع انسانی به تدریج در حال تفویض اختیارات خود به مدیران صف هستند.